# Organizacija Združenih narodov za prehrano in kmetijstvo
Organizacija za prehrano in kmetijstvo (angleško Food and Agriculture Organization of the United Nations; kratica FAO) je mednarodna organizacija OZN, ki je bila ustanovljena 1945. Sedež ima v Rimu.
Naloge: 
- zmanjšanje revščine in lakote - izboljšati produktivnost kmetijstva;
- izboljšati življenjske pogoje podeželskemu prebivalstvu
- razvojna pomoč, zbiranje podatkov, svetovanja vladam, mednarodni forumi

Slovenija je kot mednarodno priznana država pristopila k FAO 8. novembra 1993. 

### Generalni direktorji
- Sir John Boyd Orr (Združeno kraljestvo): Okt. 1945 - Apr. 1948
- Norris E. Dodd (ZDA): Apr. 1948 - Dec. 1953
- Philip V. Cardon (ZDA): Jan. 1954 - Apr. 1956
- Sir Herbert Broadley (Združeno kraljestvo; vršilec dolžnosti): Apr. 1956 - Nov. 1956
- Binay Ranjan Sen (Indija): Nov. 1956 - Dec. 1967
- Addeke Hendrik Boerma (Nizozemska): Jan. 1968 - Dec. 1975
- Edouard Saouma (Libanon): Jan. 1976 - Dec. 1993
- Jacques Diouf (Senegal): Jan. 1994 - Dec. 2011
- José Graziano da Silva (Brazilija): Jan. 2012 - Jul. 2019
- Qu Dongyu (Kitajska): od avgusta 2019[1]

## Uradi FAO

### Sedež
Sedež organizacije FAO je v Rimu v stavbi zgrajeni v sodobnem slogu v 20. stoletju. Ena od opaznih značilnosti stavbe je bil obelisk Axum, ki stoji pred sedežem FAO. Tega so Mussolinijeve enote leta 1937 prinesle iz Etiopije. Novembra 2003 se je začel proces vračanja obeliska na prvotno nahajališče.

### Regijski uradi
- Regijski urad za Afriko, Akra, Gana
- Regijski urad za Latinsko Ameriko in Karibe, Santiago, Čile
- Regijski urad za Azijo in Pacifik Arhivirano 2009-11-09 na Wayback Machine., Bangkok, Tajska
- Regijski urad za bližnji vzhod, Kairo, Egipt
- Regijski urad za Evropo, Budimpešta, Madžarska

### Subregijski uradi
- Subregijski urad za južno in vzhodno Afriko Harare, Zimbabwe
- Subregijski urad za Tihomorske otoke Apia, Samoa
- Subregijski urad za centralno in vzhodno Evropo Budimpešta, Madžarska
- Subregijski urad za Karibe Bridgetown, Barbados
- Subregijski urad za severno Afriko Tunis, Tunizija
- Subregijski urad za centralno Azijo, Ankara, Turčija
- Subregijski urad za zahodno Afriko (SFW), Akra, Gana
- Subregijski urad za vzhodno AFriko (SFE), Addis Abeba, Etiopija
- Subregijski urad za centralno Afriko (SFC), Libreville, Gabon
- Subregijski urad za Sredno Ameriko(SLM), Panama City, Panama

### Predstavništva
- Predstavništvo v ZN, Ženeva Arhivirano 2009-11-10 na Wayback Machine.
- Predstavništvo za Severno Ameriko v Washingtonu D.C.
- Predstavništvo v ZN, New York
- Predstavništvo na japonskem, Yokohama Arhivirano 2007-06-22 na Wayback Machine.
- Predstavništvo za EU in Belgijo, Bruselj